# Asminderød-Grønholt Pastorat
Asminderød-Grønholt er et pastorat i Fredensborg Provsti i Helsingør Stift.
Asminderød-Grønholt har tidligere været en sognekommune i Frederiksborg Amt.

## Pastoratet
Pastoratet består af Asminderød og Grønholt sogne, der historisk lå i Lynge-Kronborg Herred.
Pastoratet har tre kirker: Fredensborg Slotskirke, Asminderød Kirke og Grønholt Kirke.

## Asminderød-Grønholt Sognekommune
Asminderød-Grønholt Sognekommune var en kommune i Frederiksborg Amt. Kommunen blev oprettet i 1842, og den indgik i Fredensborg-Humlebæk Kommune i 1974. 
Ved Kommunalreformen i 1970 blev kommunens styrelse købstadsordnet, og socialdemokraten Ole Retoft var borgmester fra 1970 til 1978. Han blev efterfulgt af sin partifælde Klaus Hækkerup, der var borgmester fra 1978 til 1988.
Kommunen bestod af Asminderød og Grønholt sogne, der lå i Lynge-Kronborg Herred.
Efter Strukturreformen i 2007 er området en del af Fredensborg Kommune.
|  | Denne artikel kan blive bedre, hvis der indsættes geografiske koordinater Denne artikel omhandler et emne, som har en geografisk lokation. Du kan hjælpe ved at indsætte koordinater i wikidata. |